# BMC Racing Team/Saison 2016
Diese Liste beschreibt die Mannschaft und die Erfolge des Radsportteams BMC Racing Team in der Saison 2016.

## Erfolge in der UCI WorldTour
In der Saison 2016 gelangen dem Team nachstehende Erfolge in der UCI WorldTour.
| Datum         | Rennen                            | Sieger              |
| ------------- | --------------------------------- | ------------------- |
| 23. Januar    | 5. Etappe Tour Down Under         | Richie Porte        |
| 9. März       | 1. Etappe Tirreno-Adriatico (MZF) | BMC Racing Team     |
| 14. März      | 6. Etappe Tirreno-Adriatico       | Greg Van Avermaet   |
| 9.–15. März   | Gesamtwertung Tirreno-Adriatico   | Greg Van Avermaet   |
| 7. April      | 4. Etappe Baskenland-Rundfahrt    | Samuel Sanchez      |
| 15. Juni      | 5. Etappe Tour de Suisse          | Darwin Atapuma      |
| 17. Juni      | 7. Etappe Tour de Suisse          | Tejay van Garderen  |
| 6. Juli       | 5. Etappe Tour de France          | Greg Van Avermaet   |
| 5. September  | 16. Etappe Vuelta a España        | Jean-Pierre Drucker |
| 11. September | Grand Prix Cycliste de Montréal   | Greg Van Avermaet   |
| 20. September | 2. Etappe Eneco Tour (EZF)        | Rohan Dennis        |
| 23. September | 5. Etappe Eneco Tour (MZF)        | BMC Racing Team     |

## Erfolge in der UCI America Tour
In der Saison 2016 gelangen dem Team nachstehende Erfolge in der UCI America Tour.
| Datum   | Rennen                                | Kat. | Sieger            |
| ------- | ------------------------------------- | ---- | ----------------- |
| 20. Mai | 6. Etappe Kalifornien-Rundfahrt (EZF) | 2.HC | Rohan Dennis      |
|         | Einzelwertung UCI America Tour        |      | Greg Van Avermaet |

## Erfolge in der UCI Europe Tour
In der Saison 2016 gelangen dem Team nachstehende Erfolge in der UCI Europe Tour.
| Datum          | Rennen                                  | Kat. | Sieger              |
| -------------- | --------------------------------------- | ---- | ------------------- |
| 13. Februar    | Murcia-Rundfahrt                        | 1.1  | Philippe Gilbert    |
| 20. Februar    | 4. Etappe Ruta del Sol (EZF)            | 2.1  | Tejay van Garderen  |
| 27. Februar    | Omloop Het Nieuwsblad                   | 1.HC | Greg Van Avermaet   |
| 4. März        | Prolog Drei Tage von Westflandern (EZF) | 2.1  | Tom Bohli           |
| 2. April       | Volta Limburg Classic                   | 1.1  | Floris Gerts        |
| 1. Juni        | Prolog Luxemburg-Rundfahrt (EZF)        | 2.HC | Jean-Pierre Drucker |
| 3. Juni        | 2. Etappe Luxemburg-Rundfahrt           | 2.HC | Philippe Gilbert    |
| 5. Juni        | 4. Etappe Luxemburg-Rundfahrt           | 2.HC | Philippe Gilbert    |
| 16. August     | 1. Etappe Tour du Limousin              | 2.1  | Joey Rosskopf       |
| 16.–19. August | Gesamtwertung Tour du Limousin          | 2.1  | Joey Rosskopf       |
| 10. September  | 7b. Etappe Tour of Britain              | 2.HC | Rohan Dennis        |

## Erfolge in den Nationalen Straßen-Radsportmeisterschaften
In den Rennen der Nationalen Straßen-Radsportmeisterschaften 2016 konnte das Team nachstehende Titel erringen.
| Datum     | Rennen                                            | Sieger           |
| --------- | ------------------------------------------------- | ---------------- |
| 7. Januar | Australische Meisterschaft – Einzelzeitfahren     | Rohan Dennis     |
| 27. Mai   | US-amerikanische Meisterschaft – Einzelzeitfahren | Taylor Phinney   |
| 22. Juni  | Italienische Meisterschaft – Einzelzeitfahren     | Manuel Quinziato |
| 26. Juni  | Belgische Meisterschaft – Straßenrennen           | Philippe Gilbert |

## Zugänge – Abgänge
| Zugänge      | Team 2015            | Abgänge            | Team 2016        |
| ------------ | -------------------- | ------------------ | ---------------- |
| Tom Bohli    | BMC Development Team | Cadel Evans        | Laufbahn beendet |
| Floris Gerts | BMC Development Team | Campbell Flakemore | Laufbahn beendet |
| Richie Porte | Team Sky             | Klaas Lodewyck     | Laufbahn beendet |
|              |                      | Peter Stetina      | Trek-Segafredo   |

## Mannschaft
| Teamkader 2016                                 | Teamkader 2016     | Teamkader 2016     | Teamkader 2016                         |
| Name                                           | Geburtsdatum       | Land               | Vorheriges Team                        |
| ---------------------------------------------- | ------------------ | ------------------ | -------------------------------------- |
| Darwin Atapuma                                 | 15. Januar 1988    | Kolumbien          | Colombia (2013)                        |
| Tom Bohli                                      | 17. Januar 1994    | Schweiz            | BMC Development (2015)                 |
| Brent Bookwalter                               | 16. Februar 1984   | Vereinigte Staaten | VMG Racing (2007)                      |
| Marcus Burghardt                               | 30. Juni 1983      | Deutschland        | Columbia-HTC (2009)                    |
| Damiano Caruso                                 | 12. Oktober 1987   | Italien            | Cannondale (2014)                      |
| Alessandro De Marchi                           | 19. Mai 1986       | Italien            | Cannondale (2014)                      |
| Rohan Dennis                                   | 28. Mai 1990       | Australien         | Garmin-Sharp (2014)                    |
| Silvan Dillier                                 | 3. August 1990     | Schweiz            | BMC Development (2013)                 |
| Jempy Drucker                                  | 3. September 1986  | Luxemburg          | Wanty-Groupe Gobert (2014)             |
| Floris Gerts                                   | 3. Mai 1992        | Niederlande        | BMC Development (2015)                 |
| Philippe Gilbert                               | 5. Juli 1982       | Belgien            | Omega Pharma-Lotto (2011)              |
| Ben Hermans                                    | 8. Juni 1986       | Belgien            | RadioShack-Leopard (2013)              |
| Stefan Küng                                    | 16. November 1993  | Schweiz            | BMC Development (2014)                 |
| Amaël Moinard                                  | 2. Februar 1982    | Frankreich         | Cofidis, le Crédit en Ligne (2010)     |
| Daniel Oss                                     | 13. Januar 1987    | Italien            | Liquigas-Cannondale (2012)             |
| Taylor Phinney                                 | 27. Juni 1990      | Vereinigte Staaten | Trek Livestrong U23 (2010)             |
| Richie Porte                                   | 30. Januar 1985    | Australien         | Team Sky (2015)                        |
| Manuel Quinziato                               | 30. Oktober 1979   | Italien            | Liquigas-Doimo (2010)                  |
| Joey Rosskopf                                  | 5. September 1989  | Vereinigte Staaten | Hincapie Sportswear Development (2014) |
| Samuel Sánchez                                 | 5. Februar 1978    | Spanien            | Euskaltel Euskadi (2013)               |
| Michael Schär                                  | 29. September 1986 | Schweiz            | Astana (2009)                          |
| Manuel Senni                                   | 11. März 1992      | Italien            | Colpack (2014)                         |
| Dylan Teuns                                    | 1. März 1992       | Belgien            | BMC Development (2014)                 |
| Greg Van Avermaet                              | 17. Mai 1985       | Belgien            | Omega Pharma-Lotto (2010)              |
| Tejay van Garderen                             | 12. August 1988    | Vereinigte Staaten | HTC-Highroad (2011)                    |
| Peter Velits                                   | 21. Februar 1985   | Slowakei           | Omega Pharma-Quick Step (2013)         |
| Loïc Vliegen                                   | 20. Dezember 1993  | Belgien            | BMC Development (2015)                 |
| Danilo Wyss                                    | 26. August 1985    | Schweiz            | Atlas-Romer's Hausbäckerei (2007)      |
| Rick Zabel                                     | 7. Dezember 1993   | Deutschland        | Rabobank Development (2013)            |
| Taylor Eisenhart (1. Aug.–31. Dez., Stagiaire) | 14. Juni 1994      | Vereinigte Staaten | BMC Development (2016)                 |
| Fabian Lienhard (1. Aug.–31. Dez., Stagiaire)  | 3. September 1993  | Schweiz            |                                        |
|                                                |                    |                    |                                        |
| Quellen: ProCyclingStats Cycling Archives      |                    |                    |                                        |